# Santa Cruz (Arizona)

Położenie na mapie stanu

Santa Cruz – jednostka osadnicza w Stanach Zjednoczonych, w stanie Arizona, w hrabstwie Pinal.